# لیزا چاپل
لیزا چاپل (انگلیسی: Lisa Chappell؛ زادهٔ ۱۸ اکتبر ۱۹۶۸) یک هنرپیشه و خواننده اهل نیوزیلند است.
از فیلم‌ها یا برنامه‌های تلویزیونی که وی در آن نقش داشته است می‌توان به کمان زنبورکی اشاره کرد.